# Baliza (náutica)
Balizas em náutica são boias, marcas e qualquer outro equipamento de sinalização na água, que serve de referência para a navegação .